# Tremoctopus
Tremoctopus är ett släkte av bläckfiskar. Tremoctopus ingår i familjen Tremoctopodidae.
Tremoctopus är enda släktet i familjen Tremoctopodidae.
Kladogram enligt Catalogue of Life:
| Tremoctopus | \| \| Tremoctopus gelatus \| \| \| \| \| \| Tremoctopus violaceus \| \| \| \| |
|             | \| \| Tremoctopus gelatus \| \| \| \| \| \| Tremoctopus violaceus \| \| \| \| |
|             | Tremoctopus gelatus                                                           |
|             |                                                                               |
|             | Tremoctopus violaceus                                                         |
|             |                                                                               |